# 303P/NEAT
La comète NEAT, officiellement 303P/NEAT, est une comète périodique du système solaire, découverte le 17 octobre 2003 par le programme NEAT.